# Alloporus carinulatus
Alloporus carinulatus är en mångfotingart som beskrevs av Carl Graf Attems 1950. Alloporus carinulatus ingår i släktet Alloporus och familjen Spirostreptidae. Inga underarter finns listade i Catalogue of Life.